# 伊桑东
伊桑东（法語：Yssandon，法語發音：[isɑ̃dɔ̃]）是法国科雷兹省的一个市镇，位于该省西南部，属于布里夫拉盖亚尔德区。

## 地理
伊桑东（45°12'30"N, 1°22'35"E）面积20.17 平方千米，位于法国新阿基坦大区科雷兹省，该省份为法国中南部省份，北起上维埃纳省和克勒兹省，西接多爾多涅省，南至洛特省，东临多姆山省和康塔爾省。
与伊桑东接壤的市镇（或旧市镇、城区）包括：阿拉萨克、布里尼亚克-拉普莱讷、芒萨克、佩尔珀扎克勒布朗、圣奥莱尔、瓦雷斯。

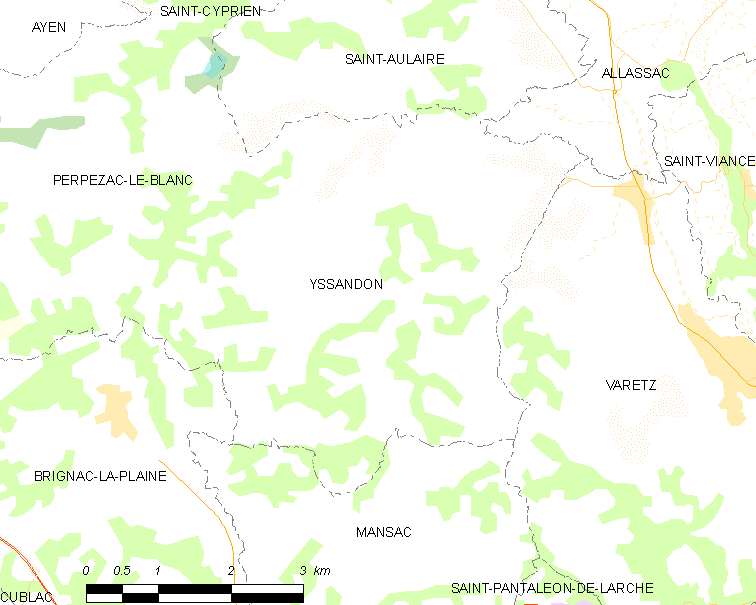
伊桑东的OSM定位图

伊桑东的时区为UTC+01:00、UTC+02:00（夏令时）。

## 行政
伊桑东的邮政编码为19310，INSEE市镇编码为19289。

## 政治
伊桑东所属的省级选区为利桑多奈县。

## 人口

1962-2008年间伊桑东人口变化图示

伊桑东于2022年1月1日时的人口数量为696人。